# Le Train de 8 h 28

Le Train de 8 h 28 (8 Uhr 28) est un téléfilm allemand de 2010 réalisé par Christian Alvart et diffusé en 2011.

## Synopsis
Katharina fait la connaissance d'un homme mystérieux.

## Fiche technique
- Titre original : 8 Uhr 28
- Réalisation : Christian Alvart
- Scénario : Sebastian Schubert
- Musique : Ingo Frenzel
- Pays d'origine :  Allemagne
- Langue : allemand
- Durée : 90 minutes
- Genre : Drame
- Date de diffusion :
  -  France : 8 avril 2011 sur Arte

## Distribution
- Nadeshda Brennicke : Katharina Schneider
- Mehdi Nebbou : Alexander Frey
- Mark Waschke : Christoph Schneider
- Michael Brennicke : Bernhard
- Christine Schorn : Ingeborg
- Asia Luna Mohmand : Nelly Schneider
- Arthur Brauss : Docteur Kugler
- Katinka Auberger : Bea
- Nikita Brennicke : Max
- Naomi Krauss : Lili
- Edita Malovcic : Marie